# Ендометријум
Ендометријум је унутрашњи слој материце. Сваког менструалног циклуса удвостручава се и пуни крвним судовима како би евентуално могао прикупити ембрион након зачећа.
Ако на крају менструалног циклуса није дошло до зачећа, материца губи ендометријум што доводи до љуштења и крварења које назвамо менструацијом. Током трудноће, ендометријум активно учествује у развијању постељице.